# Grote Kerkplein (Zwolle)

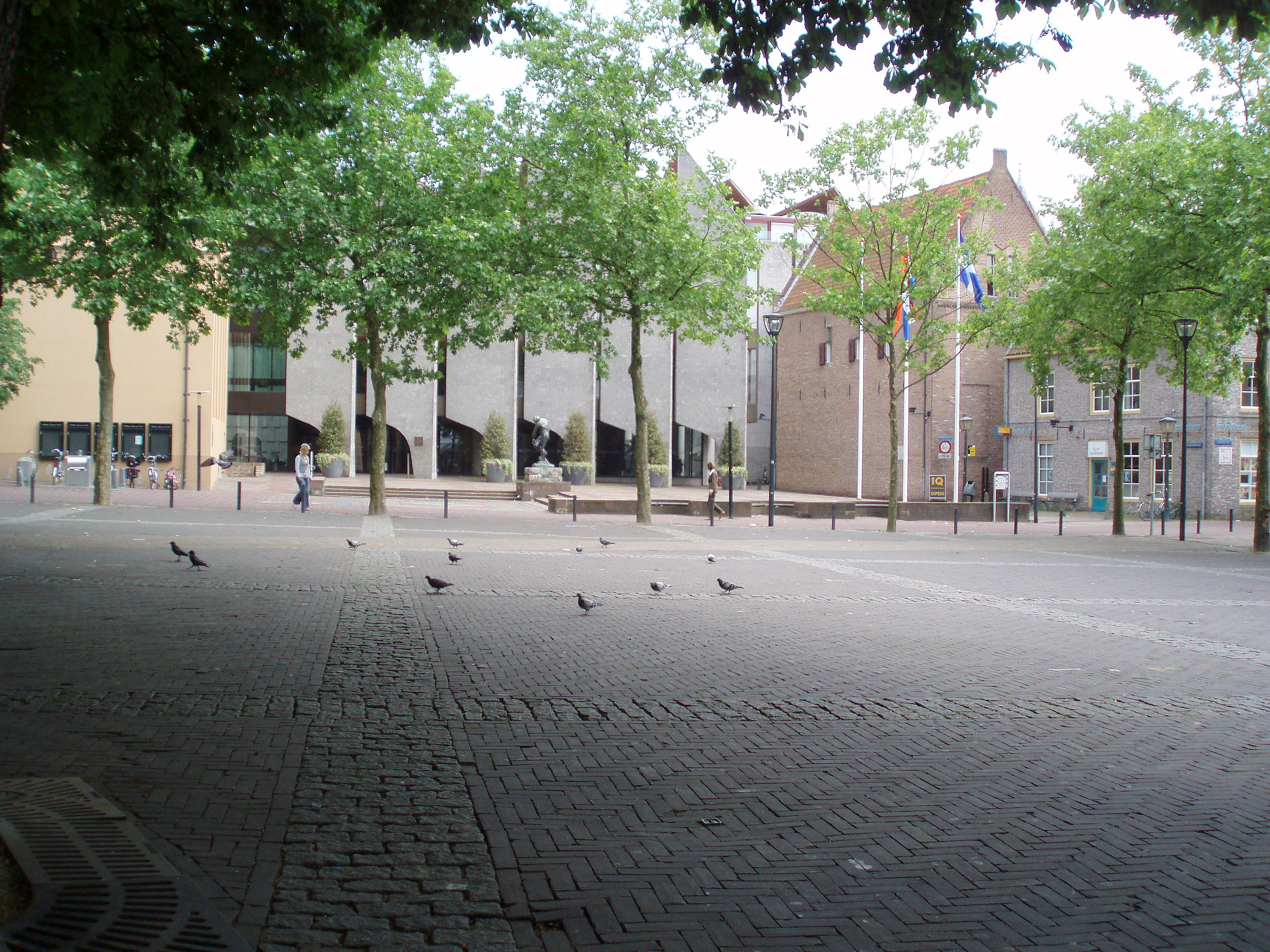
Grote Kerkplein

Het Grote Kerkplein is een plein in het oude stadscentrum van Zwolle.
Het ligt naast de Grote of Sint-Michaëlskerk en fungeerde vroeger als begraafplaats. Inmiddels is deze begraafplaats geruimd. Tegenwoordig wordt het plein onder andere gebruikt voor het opstellen van attracties tijdens de kermis en opstellen van de feesttent tijdens het carnaval.
Aan het plein is het Stadhuis van Zwolle gevestigd en de bakkerij waar Zwolse balletjes worden gemaakt. 